# 奥尔比尼
奥尔比尼（法語：Orbigny，法語發音：[ɔʁbiɲi]）是法国安德尔-卢瓦尔省的一个市镇，位于该省东部，属于洛什区。

## 地理
奥尔比尼（47°12'37"N, 1°14'0"E）面积65.88 平方千米，位于法国中央-卢瓦尔河谷大区安德尔-卢瓦尔省，该省份为法国中西部省份，北起萨尔特省、东北接卢瓦-谢尔省，东南接安德尔省，南至维埃纳省，西临曼恩-卢瓦尔省。
与奥尔比尼接壤的市镇（或旧市镇、城区）包括：沙托维约、谢尔河畔马勒伊、博蒙村、塞雷拉龙德、热尼耶、努昂莱方丹、圣艾尼昂、维勒卢万-库朗热。

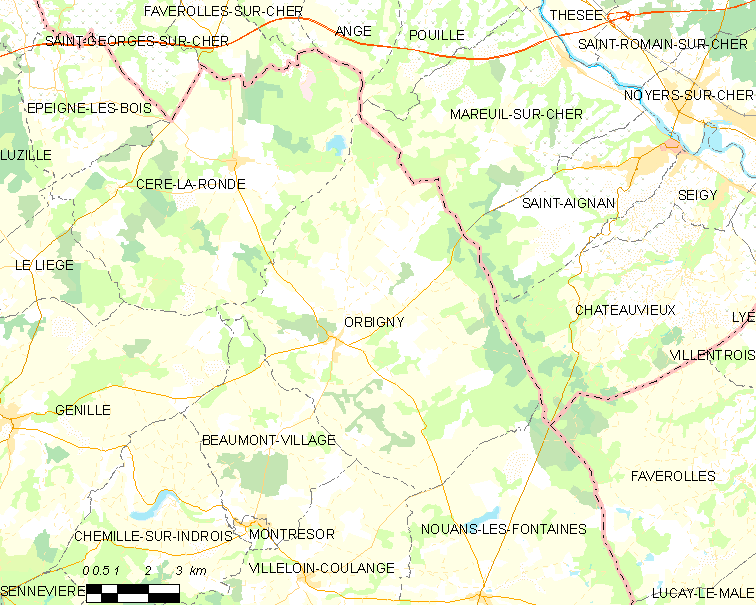
奥尔比尼的OSM定位图

奥尔比尼的时区为UTC+01:00、UTC+02:00（夏令时）。

## 行政
奥尔比尼的邮政编码为37460，INSEE市镇编码为37177。

## 政治
奥尔比尼所属的省级选区为洛什县。

## 人口

1962-2008年间奥尔比尼人口变化图示

奥尔比尼于2022年1月1日时的人口数量为711人。